# ОР21
Паровоз ОР21 (Завод имени Октябрьской Революции, осевая нагрузка 21 т) — паровоз советского производства. Было построено только три машины, но паровоз не пошёл в серийное производство. ОР21 и П36 были последними паровозами, которые прошли динамические и прочностные испытания.

## История
Паровоз создал учёный П. М. Шаройко в 1953 году. При создании предназначался для замены паровоза ФД.

## Конструкция
Паровоз имел классическую компоновку, цельносварной жаротрубный котёл с пароперегревателем и топку с Т-образными поперечными циркуляторами. Регулятор — двухклапанный. Экипаж — с передней бегунковой и задней поддерживающими тележками, как у паровоза ЛВ, рама — брусковая с толщиной полотен 140 мм. Рессорное подвешивание — сбалансированное трёхточечное, у сцепных осей — на листовых рессорах, у тележек — на листовых рессорах и цилиндрических пружинах. Паровая машина — двухцилиндровая, простого действия с золотниками системы Трофимова. Буксы сцепных и поддерживающих осей и ведущие дышла оснащены роликовыми подшипниками. Будка машиниста — закрытая отапливаемая, с раздвижными боковыми окнами и естественной вентиляцией через люки. Оборудование сверху котла закрывалось обтекаемым кожухом от дымовой трубы до будки. Источник сжатого воздуха — компаунд-насос системы Руденко усл. № 131. Тормоза — автоматические с воздухораспределителем усл. № 135, краном машиниста усл. № 222 и вспомогательного тормоза усл. № 4ВК. Паровоз оборудовался водоподогревателем смешения Брянского завода, углеподатчиком типа С3 завода № 37, увеличителем сцепного веса (во включенном состоянии догружал сцепные оси за счёт частичной разгрузки бегунка и поддерживающей оси), пневмоприводом прокачки колосников и открывания топочных дверец, централизованной принудительной системой смазки машины и экипажа, электрооборудованием с двумя турбогенераторами, радиостанцией и автоматической локомотивной сигнализацией с непрерывно действующим автостопом (АЛСН).
Было построено три машины, направленные для опытной эксплуатации в депо Красный Лиман Донецкой Ж. Д., но паровоз не пошел в серийное производство. ОР21 и П36 были последними паровозами, которые прошли динамические и прочностные испытания.
Эра паровозов уже прошла, на смену им приходили тепловозы и электровозы, поэтому ОР21 не стали пускать в производство, несмотря на то, что он хорошо показал себя на испытаниях.